# مارينو

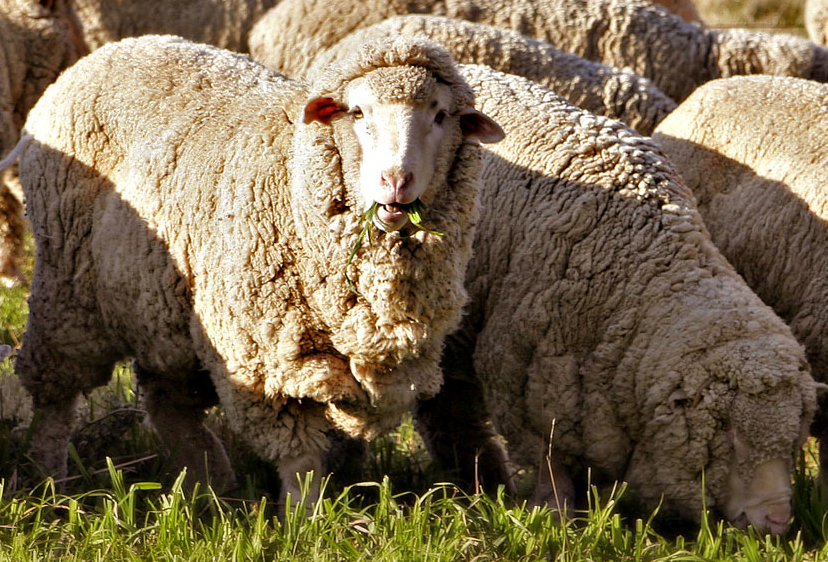
خروف من سلالة المارينو الإسبانية كثيف الصوف

ضأن المارينو هي سلالة من الأغنام أو مجموعة من السلالات تتميز بصوف ناعم للغاية. ظهرت في إسبانيا قرب نهاية العصور الوسطى وتم الحفاظ عليها كاحتكار إسباني صارم لعدة قرون؛ إذ لم يكن مسموحا تصدير السلالة للخارج وكل من حاول القيام بذلك كان يواجه عقوبة الإعدام. خلال القرن الثامن عشر أُرسلت بعض القطعان إلى القصور في عدد من الدول الأوروبية بما في ذلك فرنسا (حيث نشأت منها هناك سلالة ميرينو رامبوييه) والمجر وهولندا وبروسيا وساكسونيا وإستونيا وليفونيا والسويد.
انتشرت سلالة المارينو لاحقًا إلى مناطق عديدة من العالم بما في ذلك جنوب إفريقيا وأستراليا ونيوزيلندا، وظهرت العديد من السلالات والأنواع الأخرى المعترف بها من النوع الأصلي مثل المارينو الأمريكي و مارينو ديليني [الإنجليزية] في أمريكا الشمالية، والمارينو الأسترالي [الإنجليزية] وميرينو بورولا [الإنجليزية] وميرينو بيبين [الإنجليزية] في أوقيانوسيا، و مارينو جنتيلي دي بوليا [الإنجليزية]، و ميرينو لاندشاف [الإنجليزية] و ميرينو رامبوييه في أوروبا.:861

## خصائص
يتكيف المارينو مع الظروف المحيطة ويتغذى بشكل جيد، يربى بشكل شائع لأجل صوفه، ويكون حجم جسمه أصغر من سلالات إنتاج اللحم مثل مارينو جنوب أفريقيا، الأمريكي ميرينو رامبوييه والألماني (Merinofleischschaf) والذين تم تحسينهم لأجل إنتاج الصوف واللحم معا (ثنائية الغرض).
تحتاج أغنام المارينو إلى جز صوفها مرة في السنة على الأقل لأن صوفه لايتوقف عن النمو. إذا استمر نمو الجزة يمكن أن تسبب إجهاد للقلب صعوبة بالحركة والعمى.

## نوعية الصوف
صوف المارينو مجعد وناعم، يبلغ طول تيلة الصوف مابين 65 - 100 ملم (2,6 - 3,9 إنش).ينتج خروف سكسون مارينو حوالي 3 - 6 كغ من (6.6–13.2 باوند) الصوف المدهن بالسنة، بينما ينتج كبش ببين مارينو (Peppin Merino) حوالي 18 كغ (40 باوند) من الصوف الجيد.سمك ليفة صوف المارينو عادة أقل من 24 ميكرون.أنواع صوف المارينو تتضمن: القوي 23- 24.5 ميكرون، المتوسط 19.6–22.9 ميكرون، الناعم 18.6–19.5 ميكرون، فائق النعومة 15–18.5 ميكرون والنعومة الزائدة 11.5–15 ميكرون. صوف النعومة الزائدة يمكن مزجه مع الألياف الأخرى مثل الحرير والكشمير. تنتج نيوزيلندا نسيج خفيف الوزن من صوف المارينو وفرو البوسوم.

## أنواع المارينو

### المارينو الألماني
دخل المارينو إلى جنوب ألمانيا في القرن الثامن عشر واصبح يمثل 40% من جملة الاغنام في ألمانيا. يبلغ قطر الياف الصوف 22 - 27 ميكرون. واصبح هو حيوان الصوف الأول في ألمانيا وتوجد سلالة من المارينو دخلت ألمانيا الشرقية عام 1977 وهي تتميز بانتاج الصوف الطويل وقطر ليفة الصوف من 30 -34 ميكرون.